# Piet de Boer
Pour les articles homonymes, voir de Boer.
Piet de Boer (né le 10 octobre 1919 à Amsterdam aux Pays-Bas et mort le 8 février 1984) est un footballeur international néerlandais, qui évoluait au poste d'attaquant.

## Biographie
Durant sa carrière de club, de Boer évolue dans le club de l'AZ Alkmaar (à l'époque appelé KFC).
Il joue en international avec l'équipe des Pays-Bas de football et participe à la Coupe du monde 1938 en France.